# Chante !
Chante ! est une série télévisée française en 104 épisodes de 26 minutes créée par Jean-Pierre Hasson et Olivier Thiébaut et chorégraphiée par Alexandra Lemoine, diffusée entre le 18 février 2008 et le 2 septembre 2011 sur France 2 dans l'émission KD2A.
En Belgique, elle était diffusée depuis le 15 février 2008 sur Club RTL avant d'être d'arrêtée au 26e épisode qui met fin a la première saison. Elle est également diffusée sur France 4 et en Italie sur Italia 1.

## Synopsis
À 18 ans et son bac en poche, Tina rêve en secret de devenir chanteuse. Quand elle réussit le concours d'entrée au prestigieux Studio 24, qui forme des artistes de talents, c'est l'avenir qui s'ouvre devant elle. Mais la route sera longue, semée d'embûches et de surprises avant que le rêve ne se réalise peut-être un jour.

## Distribution
| Acteur               | Personnage          | Saisons    | Saisons    | Saisons    | Saisons    |
| Acteur               | Personnage          | 1          | 2          | 3          | 4          |
| -------------------- | ------------------- | ---------- | ---------- | ---------- | ---------- |
| Priscilla Betti      | Tina Ravel          | Principale | Principale | Principale | Principale |
| Tiphanie Doucet      | Océane Perrier      | Principale | Principale | Principale | Principale |
| Alexia Degremont     | Manon Luciani       | Principale | Principale | Principale | Principale |
| Gari Kikoïne         | Tom Ravel           | Principal  | Principal  | Principal  | Principal  |
| Alexandra Dutilleux  | Lou                 | Principale |            | Principale | Principale |
| Karim Mérabet        | Wlad                | Principal  | Principal  | Principal  | Principal  |
| Vincent Byrd le Sage | Paul Laumann        | Principal  | Principal  | Principal  | Principal  |
| Liza Michael         | Zoé                 | Principale | Principale | Principale | Principale |
| Alexandra Lemoine    | Léa                 | Principale | Principale | Principale | Principale |
| Massimiliano Belsito | Vincent Farnese     | Principal  | principal  | principal  | principal  |
| Sabrina Haroun       | Carla               | Principale | Principale | Principale | Principale |
| Benjamin Baclet      | Acné                | Principal  | Principal  | Principal  | Principal  |
| Aurélie Konaté       | Audrey              |            | Principale | Principale | Principale |
| Thomas Maurion       | Jérémy              |            | Principal  | Principal  | Principal  |
| Emmanuelle Bouaziz   | Krystel             |            | Principale | Principale | Principale |
| Djamel Mehnane       | Renaud              |            | Principal  | Principal  | Principal  |
| Sam Touzani          | Karim Brahi         |            | Principal  | Principal  | Principal  |
| Thierry Picaud       | Mickaël             |            | Principal  | Principal  | Principal  |
| Céline Bossu         | Vanessa             |            | Principale | Principale | Principale |
| Judy Cehmm           | Aline               |            | Principale | Principale | Principale |
| Laurent Bàn          | Gérald              |            | Principal  | Principal  | Principal  |
| Sylvie Audcoeur      | Christina Barnathan |            | Principale | Principale | Principale |
| David Bàn            | Augustin            |            | Principal  | Principal  | Principal  |
| Laurent Marion       | Stan                |            | Principal  | Principal  | Principal  |
| Emmanuel Quatra      | Maxime Ravel        | Principal  |            |            |            |
| Laura Marine         | Julie               | Principale |            |            |            |
| Olivier Morchoisne   | Charlie             | Principal  |            |            |            |
| Mathieu Besnier      | Alex                | Principal  |            |            |            |
| Marilou Bourdon      | Chloé               | Principale |            |            |            |
| Yoann Sover          | Johan               | Principal  |            |            |            |
| Gélou                | Fafa                | Principale |            |            |            |
| Nicolas Van Beveren  | Mathieu             | Principal  |            |            |            |
| Joy Esther           | Noémie              |            |            |            | Principale |

## Commentaires
- La seconde saison a bien du mal à retrouver le public de la première salve. Le lancement de la saison 2, samedi 10 octobre 2009, a attiré moins de 350 000 téléspectateurs, pour seulement 6,5 % de part de marché[1].
- Après des performances en demi-teinte le samedi matin, Chante a droit a une seconde chance avec une programmation quotidienne à l'occasion des vacances scolaires. Diffusée chaque jour à partir de 9h55 au rythme de deux épisodes, la fiction jeunesse de France 2 peut compter sur un nombre plus important de fidèles. Jeudi 29 octobre, les deux aventures de Tina, Manon, Océane, Krystel et les autres ont ainsi réuni, en moyenne, 550 000 téléspectateurs pour, respectivement, 11,6 % et 13,3 % du public présent devant son petit écran. La chaîne publique réalise une performance équivalente à Tfou sur TF1 et Toowam du côté de France 3. À noter que depuis son arrivée dans cette case horaire, soit le 26 octobre dernier, Chante attire, en moyenne, près de 600 000 fidèles[2].
- La saison 3 réalise des audiences plus qu'honorable : Diffusée du lundi au vendredi à 9h55, au rythme de 2 épisodes, Chante! réuni en moyenne 740 000 téléspectateurs pour 24,3 % du public.[réf. souhaitée]
- Une saison 4 a été tournée, pour une diffusion envisagée dans un premier temps en access prime-time à la rentrée 2010 de France 3 (après le journal télé), puis pendant les vacances de Noël, avant d'être finalement reportée à l'été 2011. Elle sera diffusée à partir du jeudi 28 juillet 2011.
- Le 3 août 2011, Toma de Matteis, le responsable de la fiction en journée de France Télévisions annonce l'arrêt de la série au terme de la saison 4 dans le journal le Parisien[3].